# Carl Chun
Carl Chun (noto anche come Karl Friedrich Gustav Chun; Höchst, 1º ottobre 1852 – Lipsia, 11 aprile 1914) è stato un biologo tedesco, professore presso l'Università di Königsberg (1883), Breslavia (1891) e Lipsia (1898). Pioniere della ricerca oceanografica tedesca, organizzò la prima spedizione in acque profonde a bordo della SS Valdivia tra il 1898 e il 1899. Gran parte della sua vita fu dedicata allo studio delle collezioni raccolte durante quella spedizione, e a lui si devono numerose scoperte di organismi marini, tra cui il celebre calamaro vampiro (Vampyroteuthis infernalis).

## Biografia
Carl Chun nacque a Höchst, oggi parte di Francoforte, dove suo padre Gustav (1827-1907) era rettore della Weißfrauenschule. Frequentò il Lessing Gymnasium e sviluppò fin da giovane un interesse per la zoologia, ispirato dal Senckenberg Museum di Fracoforte, dove assistette a lezioni di studiosi come Fritz Noll, Hermann Theodor Geyler e Karl von Fritsch. Chun studiò presso l'Università di Gottinga e successivamente all'Università di Lipsia, conseguendo il dottorato nel 1874. Dal 1878 al 1883 lavorò come privat-docent di zoologia e assistente di Rudolf Leuckart. Si appassionò profondamente agli organismi oceanici e collaborò con la Stazione Zoologica di Napoli, dove, sotto la guida di Anton Dohrn, studiò e pubblicò una monografia sugli ctenofori. Dopo aver completato l'abilitazione a Lipsia nel 1878, divenne professore presso l'università di Königsberg (1883-1891). Nel 1891 si trasferì a Breslavia e, nel 1898, succedette a Leuckart come professore all'Università di Lipsia.
L'esplorazione delle profondità marine era stata resa celebre dalla spedizione britannica del Challenger (1872-1876), e i tedeschi, desiderosi di non rimanere indietro, finanziarono la proposta di Carl Chun presentata nel 1897 durante il congresso dei Deutsche Naturforscher und Ärzte a Lipsia. Chun guidò la spedizione tedesca nelle profondità marine a bordo della nave a vapore SS Valdivia, che salpò da Amburgo il 1º agosto 1898. La spedizione toccò diverse località, tra cui Bouvetøya, le Isole Kerguelen e altre isole, prima di fare ritorno ad Amburgo, dove arrivò il 1º maggio 1899. I materiali raccolti furono descritti in una serie di 24 volumi, pubblicati fino al 1940, con la collaborazione di oltre 70 specialisti, tra cui Sir John Murray, veterano della spedizione del Challenger.

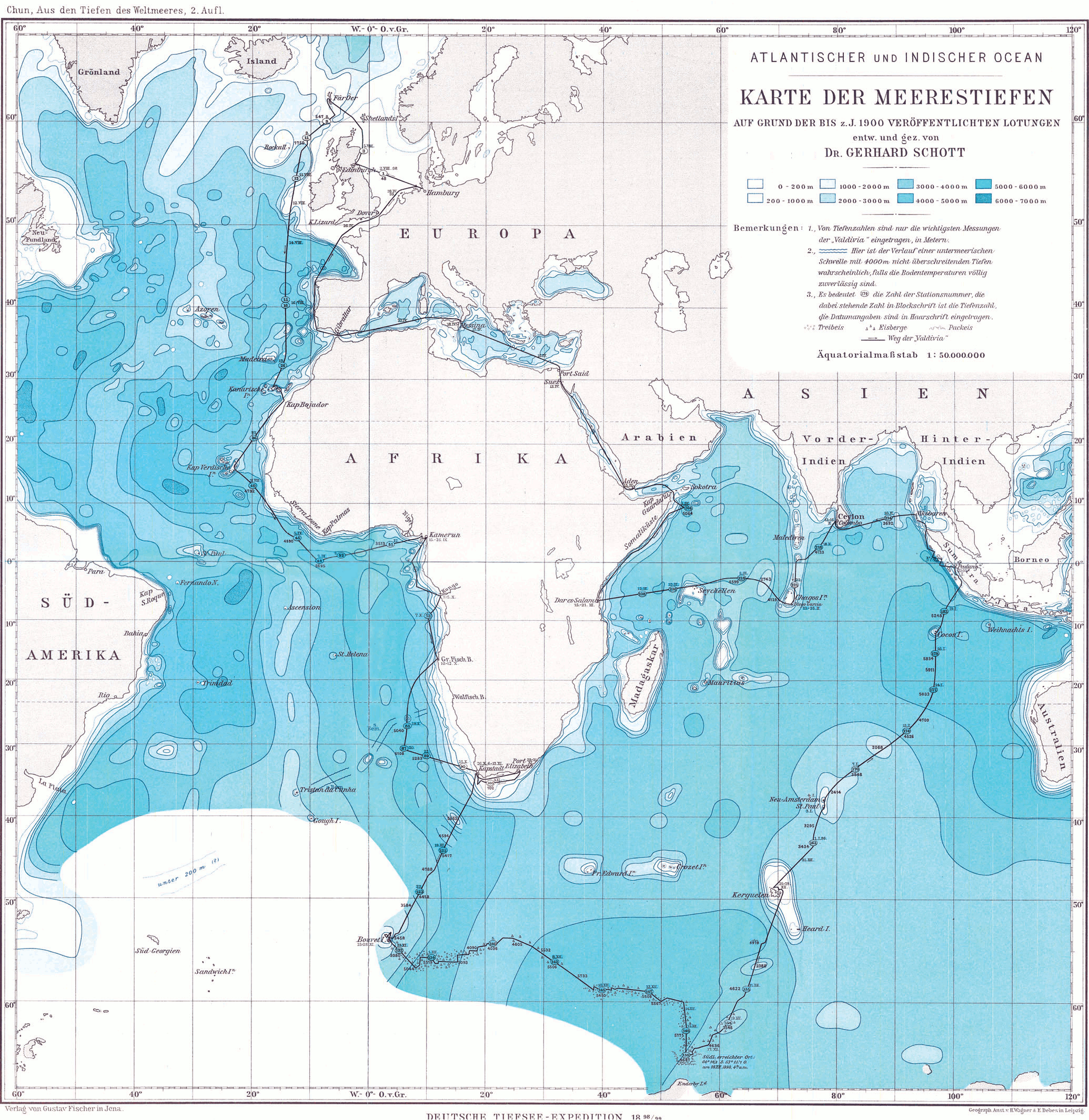
Il viaggio della spedizione Valdivia

Nel 1888, Carl Chun descrisse la migrazione verticale stagionale (SVM) degli organismi oceanici, caratterizzata da una periodicità di circa un anno. Analizzando campioni stratificati in profondità prelevati dal Mar Mediterraneo, Chun spiegò la scomparsa stagionale di meduse e crostacei dallo strato pelagico superiore dell'oceano, attribuendola alla loro migrazione a profondità superiori ai 1000 metri. A differenza della migrazione verticale giornaliera (DVM), che avviene quotidianamente, la SVM rimane ancora poco compresa. Chun studiò anche la distribuzione del fitoplancton in relazione alla profondità, dimostrando che, sebbene ci fossero differenze significative nella distribuzione, il fitoplancton non era completamente assente a nessuna profondità, contrariamente a quanto sostenuto dallo zoologo americano contemporaneo Alexander Agassiz. Inoltre, Chun esaminò gli adattamenti dell'occhio degli schizopodi in relazione alla profondità e alla penetrazione della luce sotto il mare. Con l'aumentare della profondità, l'occhio sviluppava regioni separate, una laterale e una frontale, per adattarsi alle diverse condizioni di luce.

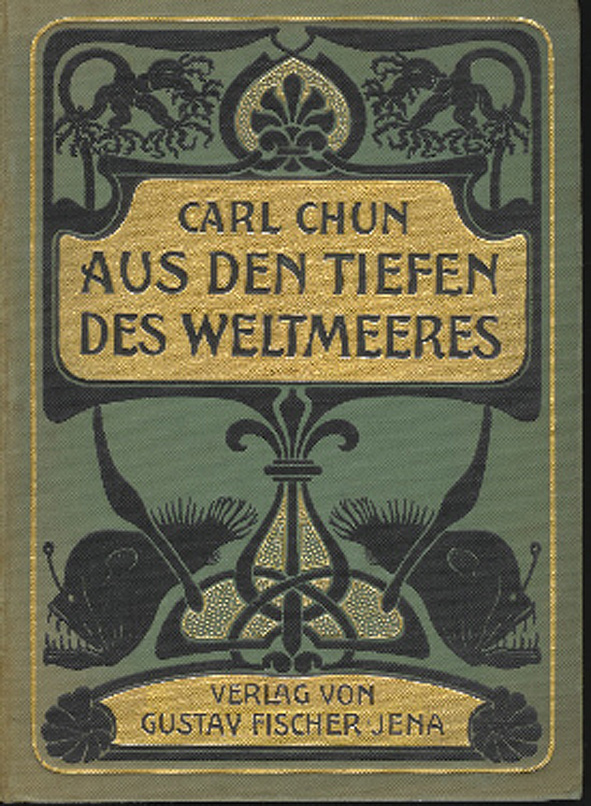
Copertina di un celebre libro di Chun del 1900

Carl Chun fu uno specialista in cefalopodi e plancton. A lui si deve la scoperta e la denominazione del calamaro vampiro (Vampyroteuthis infernalis, che significa «calamaro vampiro degli inferi»). Chun si impegnò anche per rendere la scienza accessibile a un pubblico più ampio. Pubblicò un resoconto divulgativo della spedizione della Valdivia, intitolato Aus den Tiefen des Weltmeeres (1900), che seppe catturare l'immaginazione del pubblico dell'epoca.
Carl Chun sposò Lily, figlia di Karl Vogt, che aveva conosciuto nel 1884 mentre lavorava alla Stazione Zoologica di Napoli. La coppia ebbe due figlie: Annie (nata nel 1885), che sposò Otto zur Strassen, e Lily (nata nel 1887), che divenne una socialdemocratica e sposò il botanico Ernst Pringsheim Jr. Chun soffrì per diversi anni a seguito di un curioso incidente avvenuto nel novembre 1908, quando un trofeo di cervo cadde dal muro colpendolo. Poco dopo essersi ripreso dall'infortunio, sviluppò problemi cardiaci che portarono alla sua morte l'11 aprile 1914 a Lipsia, in Germania, all'età di 61 anni.

## Opere scelte
- Aus den Tiefen des Weltmeeres, Jena, 1900.
- Allgemeine Biologie, Lipsia, 1915.
- Die Cephalopoden, in due volumi, Jena, 1910.[2]

| Chun è l'abbreviazione standard utilizzata per le specie animali descritte da Carl Chun. Categoria:Taxa classificati da Carl Chun |